# Reell analys
Reell analys är inom matematiken en del av den matematiska analysen. Inom reell analys studeras reella tal, talföljder och serier av reella tal samt reella funktioner. Exempel på egenskaper hos reella funktioner som studeras inom reell analys är konvergens, gränsvärde, kontinuitet, differentierbarhet och integrerbarhet.
Reell analys skiljer sig från komplex analys, som studerar komplexa tal och funktioner av komplexa tal.